# Borassus akeassii
Borassus akeassii es una especie de palmera, familia (Arecaceae). Es originario de África occidental (oeste de Burkina Faso). Fue  en el año  2006, ya que anteriormente fue confundida con Borassus aethiopium y Borassus flabellifer.

## Descripción
Tiene un tallo que alcanza un tamaño de 15 m de altura, casi siempre ventricoso, de 80 cm de diámetro. El tallo está marcado por numerosos cicatrices irregulares. Hojas glaucas, 8 - 22 en la corona, con pecíolo y envoltura de 90 - 160 cm de largo; pecíolo de 3,0 a 7,4 cm de ancho en el punto medio, de color verde, con pequeños márgenes aserrados con dientes negros (0,2 - 0,6 cm de largo), o dientes ausentes, Costa de 22 a 28 cm de largo, denso indumento en las costillas de algunas hojas inmaduras, foliolos de 45 a 82, con 2,8 - 7,3 cm de ancho, ápice agudo, el más pequeño foliolo de 58 a 147 cm de largo, hojas divididas de 60 - 99 cm. Las inflorescencias ramificadas. Frutas grandes, de ± 15 cm de largo y ± 12 cm de diámetro, ovoides con ápice algo puntiagudo, de color verde amarillento.

## Taxonomía
Borassus akeassii fue descrita por Bayton, Ouédr. & Guinko y publicado en Botanical Journal of the Linnean Society 150: 420. 2006.
Etimología
Borassus: nombre genérico que se dice se deriva de borassos, una inflorescencia inmadura de la palmera datilera, pero el por qué Linneo utilizó este nombre no está claro.
akeassii: epíteto  otorgado en honor del Profesor Laurent Aké Assi (Universidad de Abiyán, Costa de Marfil) quien, junto al Profesor Sita Guinko (Universidad de Uagadugú, Burkina Faso) fueron los primeros en diferenciar la palmera de Borassus aethiopum
Sinonimia
- Borassus aethiopum var. domesticus A.Chev.	[5][6]